# Siergiejewka (rejon pograniczny)
Siergiejewka (ros. Сергеевка) – wieś (sieło) w Rosji, w Kraju Nadmorskim, w rejonie pogranicznym. W 2021 liczyła 3728 mieszkańców.